# Lingua palaica
Il palaico è una lingua indoeuropea estinta, appartenente alla famiglia delle lingue anatoliche, attestata in tavolette incise con caratteri cuneiformi ad Ḫattuša. Il nome della lingua in ittita era palaumnili, o "del popolo di Pala"; Pala si trovava probabilmente a nord-ovest della zona di insediamento centrale degli ittiti, perciò nel nord-ovest dell'odierna Turchia continentale. La regione venne conquistata dai barbari Kaska verso la fine del XV secolo a.C. e con molta probabilità la lingua si estinse poco dopo quel periodo.

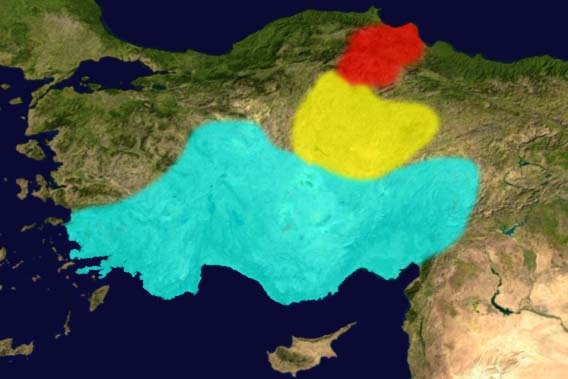
L'area in cui si parlava il palaico (in rosso) nel II millennio a.C., accanto alle altre lingue anatoliche della regione: l'ittita (in giallo) e il luvio (in azzurro)

Il palaico dimostra chiari segni dell'appartenenza alla famiglia indoeuropea. L'antico ittita possedeva la desinenza di genitivo singolare -as all'incirca nel 1600 a.C. (si compari la desinenza indoeuropea *-os); il luvio cuneiforme possedeva invece il suffisso aggettivale -asa. Il palaico, al confine settentrionale di entrambe, così come il successivo luvio geroglifico, possedeva entrambe le forme, una desinenza di genitivo in -as ed un suffisso aggettivale in -asa. Il palaico inoltre mostra la stessa distinzione di genere mostrata in ittita, cioè semplicemente animato vs inanimato; inoltre ancora possiede forme pronominali simili. Perciò è accettato che il palaico sia una lingua anatolica ma non è chiaro se sia strettamente imparentata con l'ittita o con il luvio cuneiforme.